# Albijn Van den Abeele
Albijn Van den Abeele (ur. 27 sierpnia 1835 w Sint-Martens-Latem, zm. 16 listopada 1918 tamże) – belgijski malarz naiwny, członek grupy artystycznej znanej jako Latemse School.
Był samoukiem, zaczął malować w wieku 40 lat. Tworzył niemal wyłącznie pejzaże, w których dominowały odcienie brązu. Po 1890 stworzył cykl obrazów poświęconych życiu lasu. W rodzinnym miasteczku pełnił funkcje sekretarza gminnego i burmistrza.
Duży zbiór prac artysty posiada muzeum w Deinze.

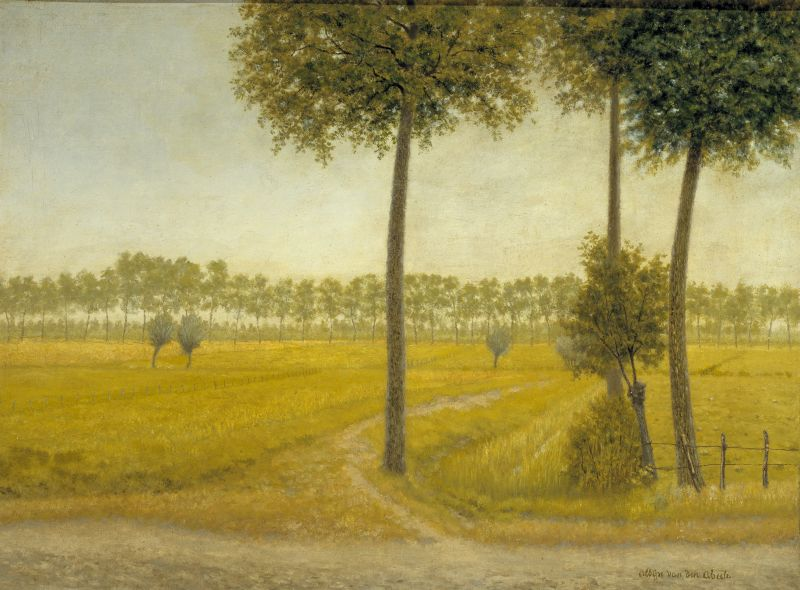
Pole wiosną, 1890
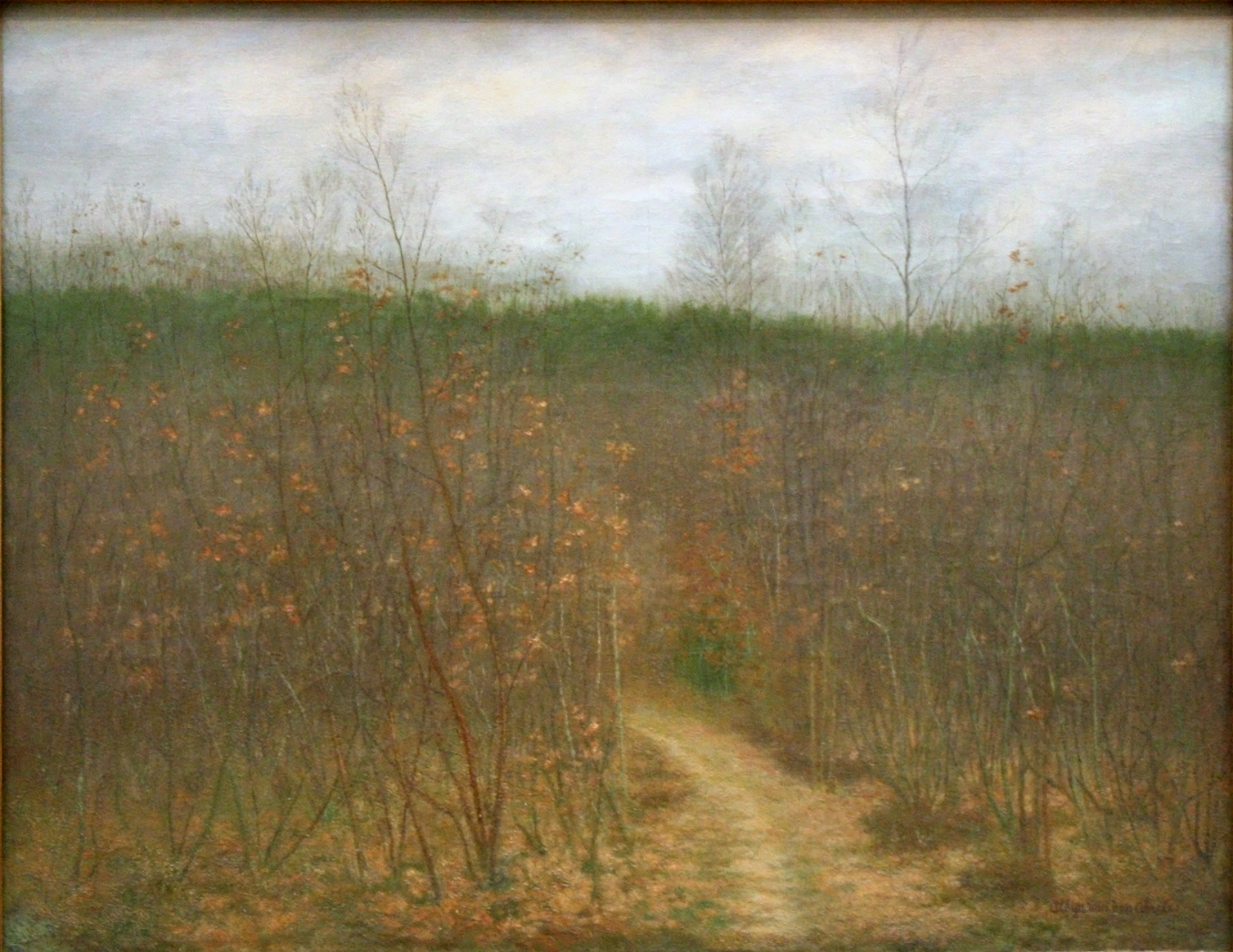
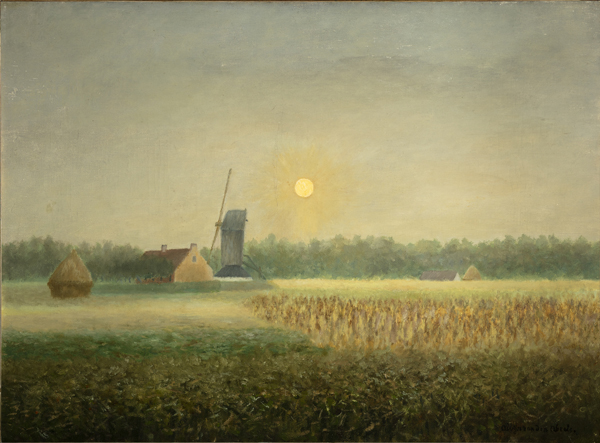
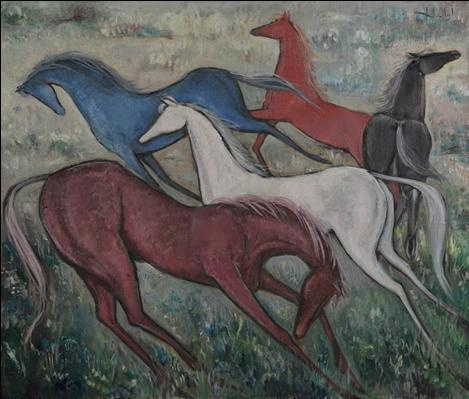